# Fortuna (film 1975)
Fortuna – amerykańska komedia kryminalna z 1975 roku.

## Główne role
- Stockard Channing – Freddie
- Jack Nicholson – Oscar
- Warren Beatty – Nicky
- Ian Wolfe – Sędzia pokoju
- Rose Michtom – Jego żona
- Brian Avery – Airline Steward
- Florence Stanley – Pani Gould
- Dub Taylor – Rattlesnake Tom
- Scatman Crothers – Rybak
- Tom Newman – John Fryzjer

## Fabuła
Lata 20. W USA obowiązuje zakaz przekraczania granic stanowych przez niezamężne kobiety w towarzystwie obcych mężczyzn. Freddie, która otrzymała wielki spadek ucieka z domu na Long Island. Chce uciec ze swoim kochankiem Nicky'm, ale przepisy nie pozwalają, a mężczyzna jest żonaty. Wpada na pomysł, by Freddie poślubiła jego przyjaciela Oscara. Ten godzi się na układ, a małżonkowie w towarzystwie „brata” wyjeżdżają. Kobieta domyśla się, że panowie są z nią i tak naprawdę chcą położyć łapę na jej fortunie.

## Nagrody i nominacje
Złote Globy 1975
- Najbardziej obiecujący debiut aktorski – Stockard Channing (nominacja)